# Prove
Prove est dans la mythologie slave le dieu de l'équité et des jugements. Il est représenté sous les traits d'un vieillard maigre au long vêtement, et ayant pour attributs le serpent, symbole de la prudence, et le fer chaud des ordalies. Jurer par son nom était dangereux.